# Trilogía de Unicron
La trilogía de Unicron es un conjunto de tres series de la franquicia Transformers que tienen en común la batalla contra Unicron. La trilogía es una coproducción entre Hasbro y Takara que consta de 156 capítulos.

## Series
- Transformers: Armada (Japón 2003, Estados Unidos 2002 - 2003): la batalla por los Mini-cons.

Los transformers (Autobot y Decepticons) hicieron una tregua para que una raza de pequeños robots (Mini-Cons) fueran transportados a otra dimensión para que no fuesen utilizados como esclavos. Mucho tiempo después tres chicos encontraron en una mina los mini-cons que al ser activado envió tres mensajes al espacio, uno llegó a la Luna a los restos de la nave Mini-Cons, enviando a otros mini-cons a la Tierra, los otros dos mensajes llegaron a Cybertron a las bases Autobots y Decepticons. La llegada de los Transformers a la Tierra se hace realidad y comienza una batalla de titanes mecánicos.
- Transformers Energon (Japón 2004, Estados Unidos 2004 - 2005): Buscando el Energon.
- Transformers Cybertron (Japón 2005, Estados Unidos 2005 - 2006): la búsqueda de las Llaves Cyber Planetas.

- Nombres en Japón:

Armada: Micrón Dendetsu, micrón significa mini-cons y dendetsu leyenda. Literalmente "La leyenda de los Mini-cons".
Energon: Superlink, haciendo referencia a los Power link, que son frecuentes en esta serie.
Cybertron: Galaxy Force, haciendo referencia a las tropas autobots que buscan las llaves cyberplaneta.
Notas:
- La trilogía de Unicron es llamada la trilogía mini-con (Micrón) en Japón en referencia a los mini-cons de las 3 series, mientras que la trilogía de Unicron es nombrada así por las batallas de Unicron en Armada/Micrón Dendetsu y Energon/Superlink y sus consecuencias como se ven en Cybertron/Galaxy Force.
- La serie Galaxy Force (versión original de Cybertron) es transmitida como una serie separada de las demás, aunque en cierto modo es colocado dentro de la misma trilogía.
- Como Cybertron es transmitida como secuela directa de Energon se generan errores de continuidad muy variados con respecto a las demás series, contradiciéndose con Armada y Energon.
- En Hasbro se explica que el agujero negro (La amenaza central de Cybertron) se genera como consecuencias de la destrucción de Unicron en el sol de Primus de Energon, pero en Galaxy Force no hay relación entre Unicron y el agujero negro, pero Takara explicó originalmente que su origen fue la pérdida del equilibrio de universo por un dios oscuro (no especificado) que se opuso a Primus, luego, con la salida del DVD de Galaxy Force, Takara cambió la explicación previa. Ahora la explicación y la relación de Unicron con el agujero negro de Cybertron/Galaxy Force concuerda con la ficción de Hasbro.
- Los eventos (que el plan de Primus de destruir a Unicron en el sol de Eenergon fracasara, colapsando en el agujero negro) que provocaron el agujero negro que afecta la continuidad de Galaxy Force ocurren solo 1 año después de Superlink, mientras que en Cybertron sucede en la misma continuidad diez años después, según el sitio "Ask Vertor Prime" de Hasbro.

- Datos: Q2016381